# Баланин, Александр Яковлевич
Александр Яковлевич Баланин — советский хозяйственный, государственный и политический деятель.

## Биография
Родился в 1910 году в Курске. Член КПСС.
Участник Великой Отечественной войны: ответственный секретарь партбюро 497-го стрелкового полка 155-й стрелковой дивизии
В 1957—1960 — первый секретарь Перовского городского районного комитета КПСС города Москвы.
В 1960—1962 — первый секретарь Балашихинского районного комитета КПСС города Москвы.
В 1962—1964 — первый секретарь Балашихинского городского комитета КПСС.
В 1967—1976 — начальник Управления промысловой кооперации инвалидов исполнительного комитета Московского областного Совета депутатов трудящихся.
Делегат XXII съезда КПСС.
Умер в Москве после 1985 года.

## Награды
- Орден Октябрьской Революции (25.08.1971)
- Орден Отечественной войны II степени (06.04.1985)
- Орден Трудового Красного Знамени (01.08.1959)
- Орден Знак Почёта